# Serre
«  Palmarium » redirige ici. Ne pas confondre avec Palmarum.
Pour les articles ayant des titres homophones, voir Cerf, Serf, Cère et Sère.
Pour les articles homonymes, voir Serre (homonymie).

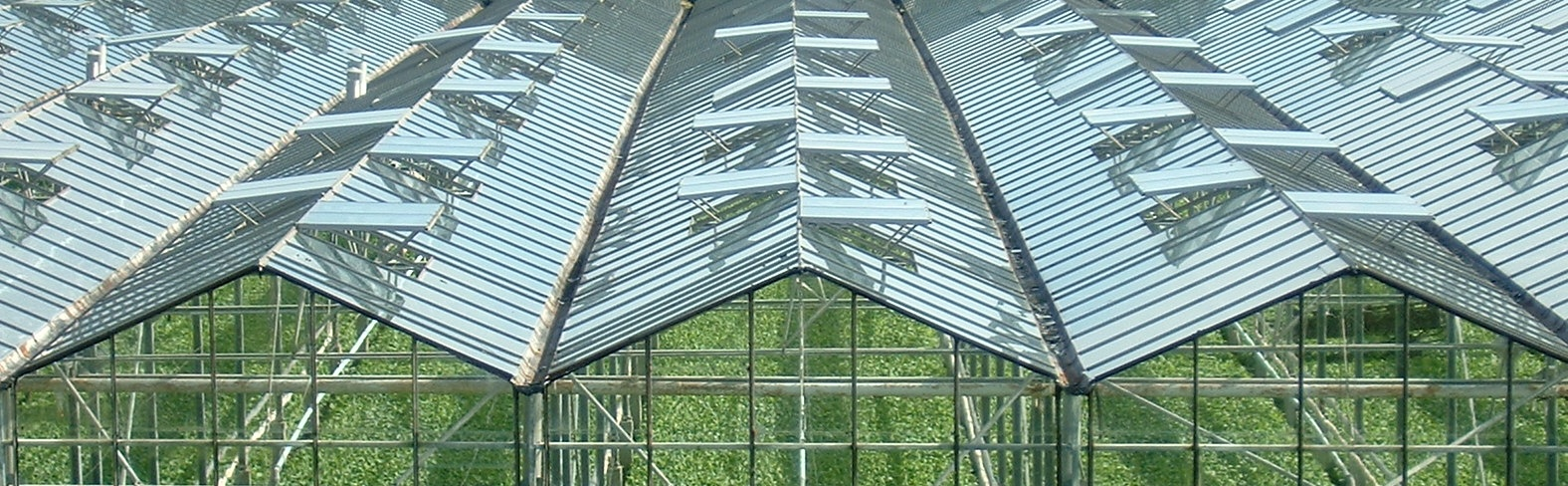
Serre en verre aux Pays-Bas.

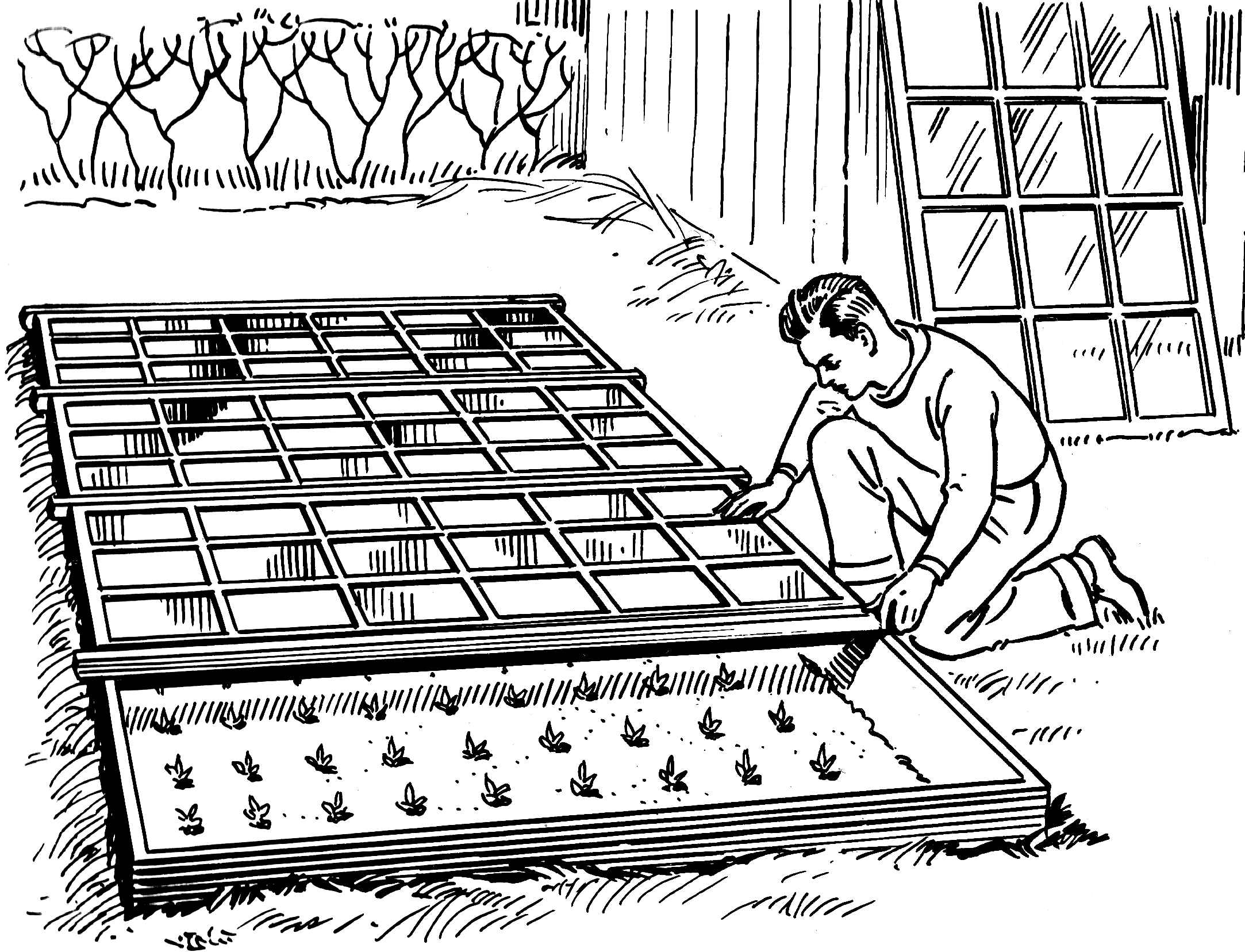
Serre de jardinage.

Une serre est une structure close ou semi-ouverte translucide, en verre ou en plastique, soutenue par une structure métallique ou en bois, destinée en général à la production agricole. Elle vise à protéger les cultures vivrières ou de loisir des éléments climatiques, afin d'améliorer la production des plantes, d'en accélérer la croissance et de les produire indépendamment des saisons grâce à un gain de température par blocage de la convection (et non par effet de serre) sous la structure.
La culture sous serre s'appelle la serriculture.
Une serre peut également être un édifice architectural d'agrément, soit privé de petite taille à l'intérieur d'une maison, soit ouverte au public et de grande taille, qui satisfait l'esthétique par sa forme architecturale et par la richesse des collections de plantes qu'elle abrite.
En jardinage, une mini serre, un châssis de jardinage voire une cloche en verre sont fréquemment utilisés pour faciliter la production de plants à partir de semis de différentes espèces sensibles au froid. 

## Histoire

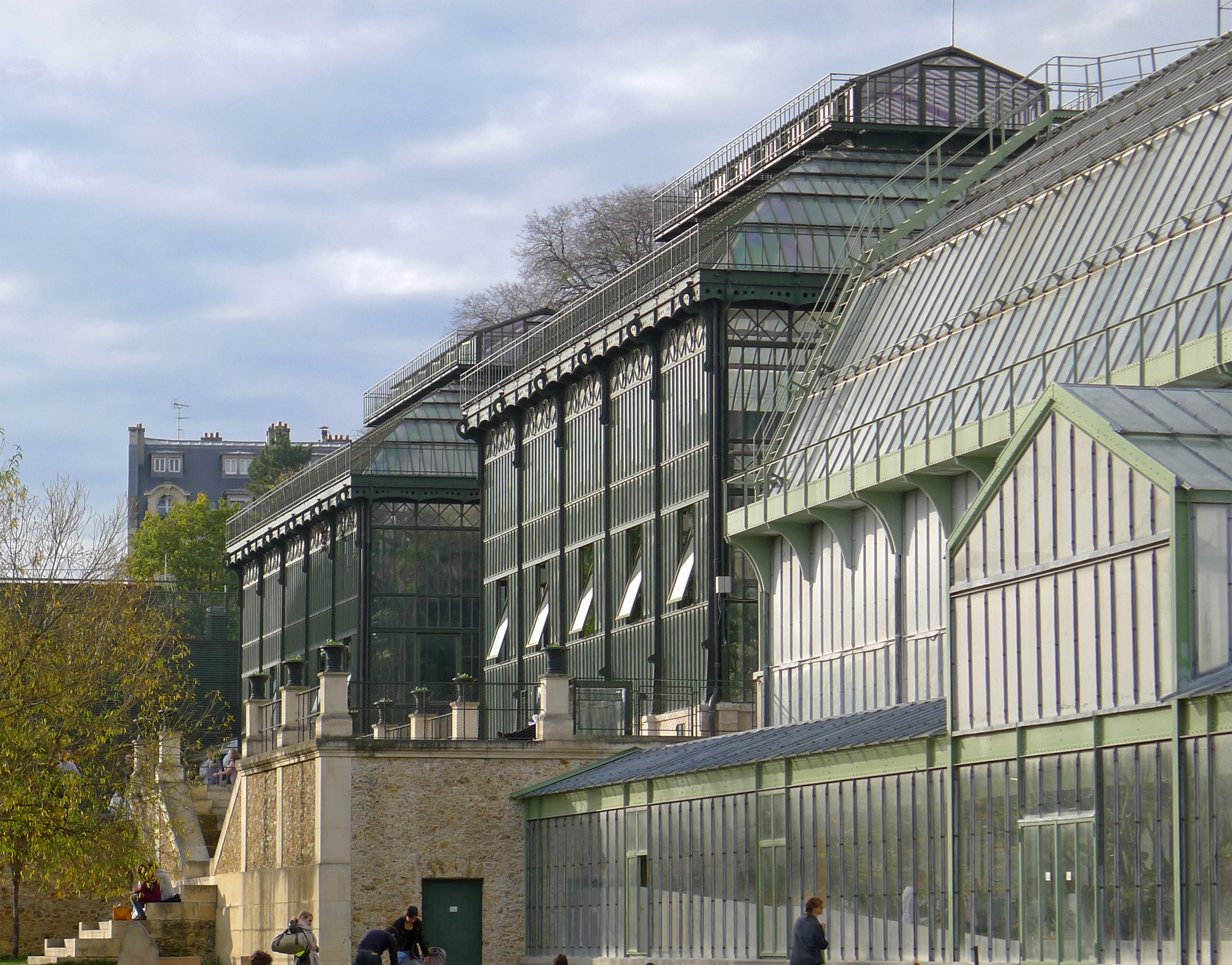
Serres d'histoire des plantes et de Nouvelle-Calédonie du Jardin des plantes de Paris, par Charles Rohault de Fleury (1834–1836).

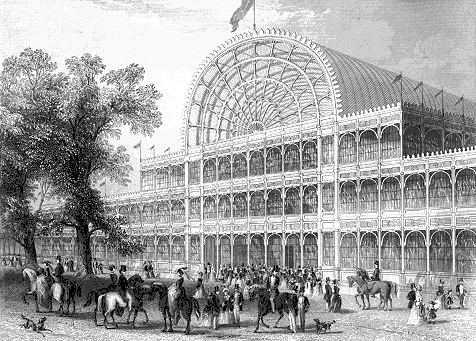
Le Crystal Palace pour l'Exposition universelle de 1851.

Une définition ancienne dit que les serres sont un lieu couvert où pendant l'hiver on serre les agrumes, les fleurs fragiles, et autres arbres ou plantes qui ont le plus besoin d'être à couvert de la gelée (Dictionnaire de l'Académie française, Première Édition (1694)), et où l'on serre aussi quelquefois des arbres fruitiers. Un ouvrage de maçonnerie vitrée sur le dessus suffisait à cet usage.
Les serres telles qu'on les envisage aujourd'hui (dans leurs prolongements, la véranda, la marquise, l'oriel dit aussi bow-window) sont des produits de la révolution industrielle.
À l'aube de la révolution industrielle, les progrès réalisés dans la métallurgie permettent de réaliser des bâtiments techniquement audacieux constitués de métal (Dans un premier temps la fonte, ensuite un fer forgé obtenu par puddlage, plus tard l'acier) et de verre.
L'architecte Charles Rohault de Fleury, de retour d'un voyage à Londres en 1833, conçoit et fait construire entre 1833 et 1836 les deux grandes serres du Jardin des plantes de Paris, qui ne dépendent plus de l'orientation au soleil parce qu'elles sont chauffées à la vapeur, les plus grandes des années 1830 et les plus anciennes au monde conservées dans un jardin botanique.
Le fer est alors l'occasion de prouesses techniques que les nations affichent dans les expositions universelles. Le Crystal Palace par exemple, à l'Exposition universelle de 1851 à Hyde Park, démontre la supériorité industrielle et technique du Royaume-Uni. Il est l’œuvre de Joseph Paxton, paysagiste et jardinier. Il est le point de départ d'une architecture de verre, que l'on retrouvera aussi dans les gares, et dans certaines halles notamment.
La fabrication des serres reste alors le domaine de la serrurerie (terme avec lequel il partage, c'est un hasard, la racine serre, de serare, « fermer »), bien que la fabrication des profilés métallique se soit déplacée de l'atelier et du travail du forgeron vers les ateliers et le travail à la chaîne des usines sidérurgiques.

## Serre et effet de serre: un vieux malentendu

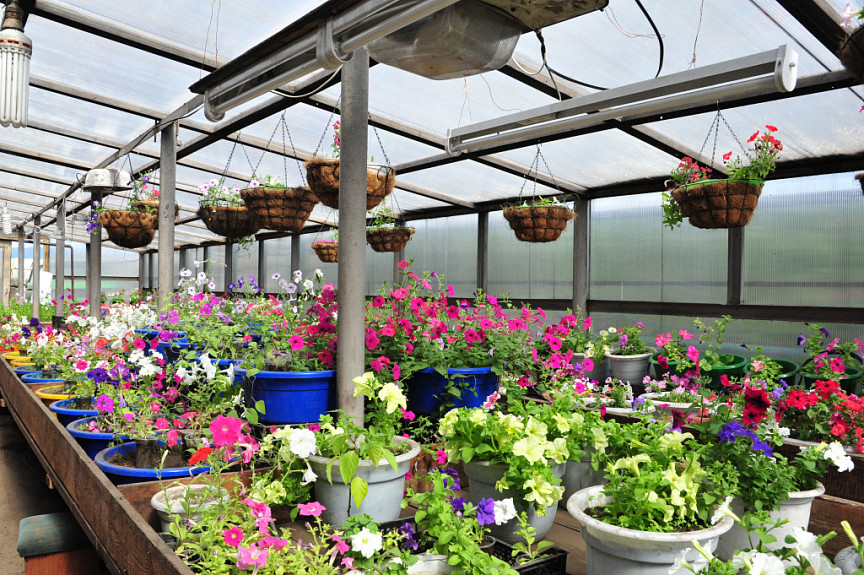
Fleurs dans une serre

Le verre est transparent aux rayons du soleil et il est mauvais conducteur de la chaleur : il l'absorbe, s'échauffe et émet un rayonnement diffus. Le noir absorbe tout le rayonnement visible, c'est donc un capteur de l'énergie solaire qui transforme la lumière en chaleur. Cette chaleur se dissipe à son tour dans l'atmosphère. En superposant une plaque de verre et une surface noire, une partie de la chaleur se perd à l'extérieur, mais l'essentiel de la chaleur est emprisonnée. C'est l'effet de serre avec le principe d'un capteur plan. Avec plusieurs couches de verre et d'air intermédiaires, les pertes de chaleur diminuent. Les agriculteurs utilisent l'effet de serre depuis des centaines d'années en utilisant du terreau de couleur foncée qui permet de réchauffer le sol dès le printemps.
L'effet de serre est connu depuis longtemps et bien démontré par l'hélio thermomètre de Horace-Bénédict de Saussure, mais son explication ne l'était pas.
C'est Arrhenius qui en donne l'explication encore aujourd'hui la plus populaire : les rayons solaires entrent, le sol les convertit en infrarouge, le verre qui est opaque à ces rayons les bloque et ainsi la température augmente.
Pourtant Robert Williams Wood a réfuté cette théorie en 1909, simplement en remplaçant le verre par du halite transparent aux infrarouges : on observe alors que la température atteinte par la serre reste quasiment la même.
Ainsi, paradoxalement, une serre ne fonctionne pas selon l'effet de serre tel qu'il est entendu de nos jours, c'est-à-dire suivant la théorie d'Arrhenius. C'est le blocage de la convection qui maintient la température constante significativement supérieure à celle de l'extérieur.

## Utilisation
Une serre est destinée à protéger les plantes non rustiques et à favoriser la croissance des cultures (légumes, fleurs, etc.) en créant des conditions climatiques plus favorables que le climat local ou pour permettre les cultures dites « hors saison ».
L'unité de base s'appelle une chapelle, plusieurs peuvent être construites côte à côte.
Les parois et/ou couvertures sont transparentes ou translucides, permettant de cultiver des plantes dans un environnement plus chaud ou mieux contrôlé qu'à l'extérieur. La culture peut être faite dans le sol d'origine, ou en hors sol, en hydroponique, en pots ou dans des sacs de laine de roche.
La serre peut parfois être chauffée à la demande dans le but de cultiver et d'obtenir des récoltes toute l'année, que ce soit en pays froids ou tempérés, ou pour maintenir des collections de plantes exotiques, et même des espèces arborescentes dans les palmariums. Des systèmes de régulation de la température et de l'humidité sont nécessaires, car l'atmosphère chaude, humide et confinée de la serre peut favoriser des attaques parasitaires ou de pathogènes des plantes (champignons notamment), contre lesquels les agriculteurs en mode d'agriculture conventionnelle luttent avec des pesticides de synthèse, et ceux en agriculture durable avec des pesticides naturels, des auxiliaires (insectes prédateurs des parasites) et une rotation étudiée des cultures.
Les ouvriers agricoles peuvent être plus exposés aux pesticides dans les serres qu'à l'extérieur, alors qu'en raison de la température élevée qui y règne le port des combinaisons, masques et gants de protection y est difficile à supporter.

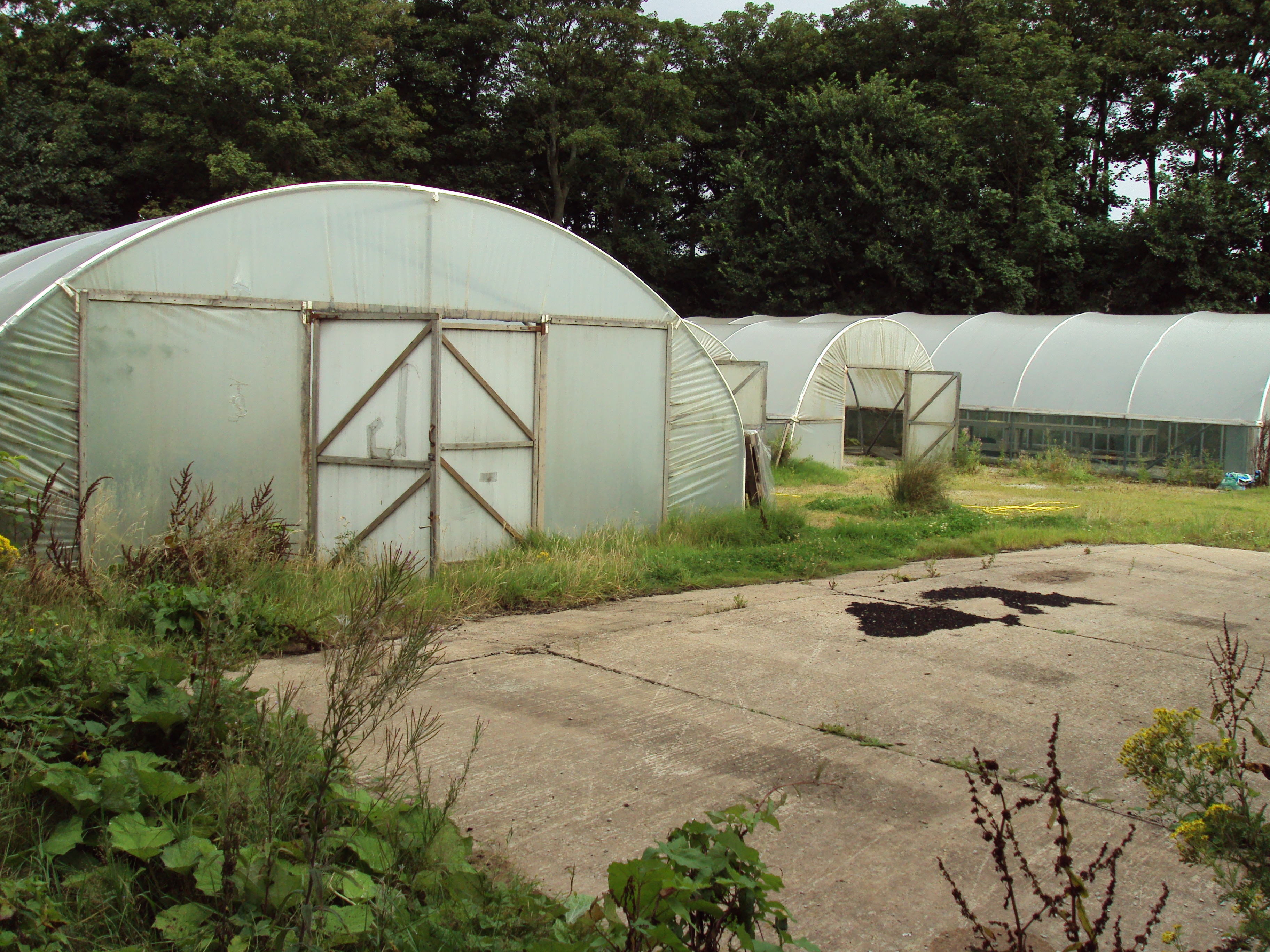
Tunnel en Angleterre.
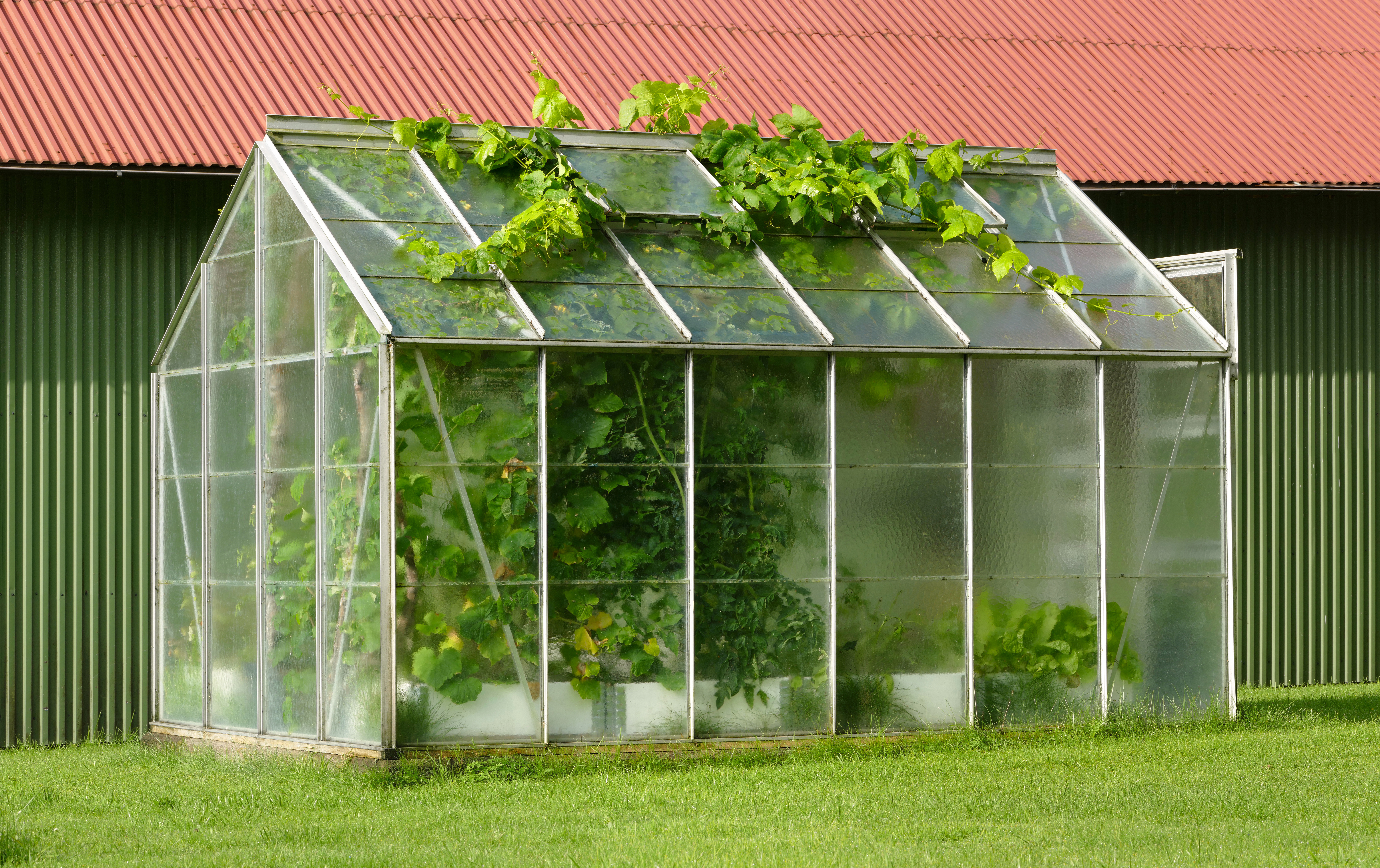
Une petite serre pour de la vigne en Suède.
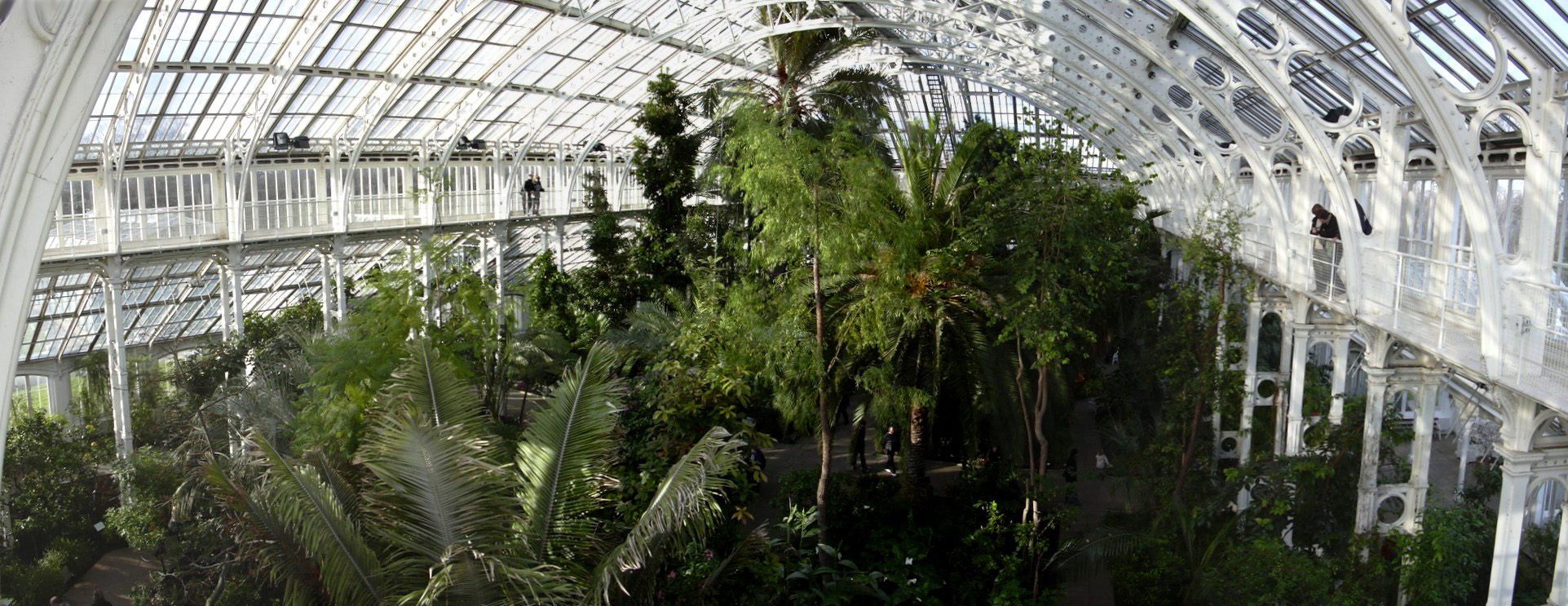
La grande serre ou palmarium (Palm House), de Kew Gardens.
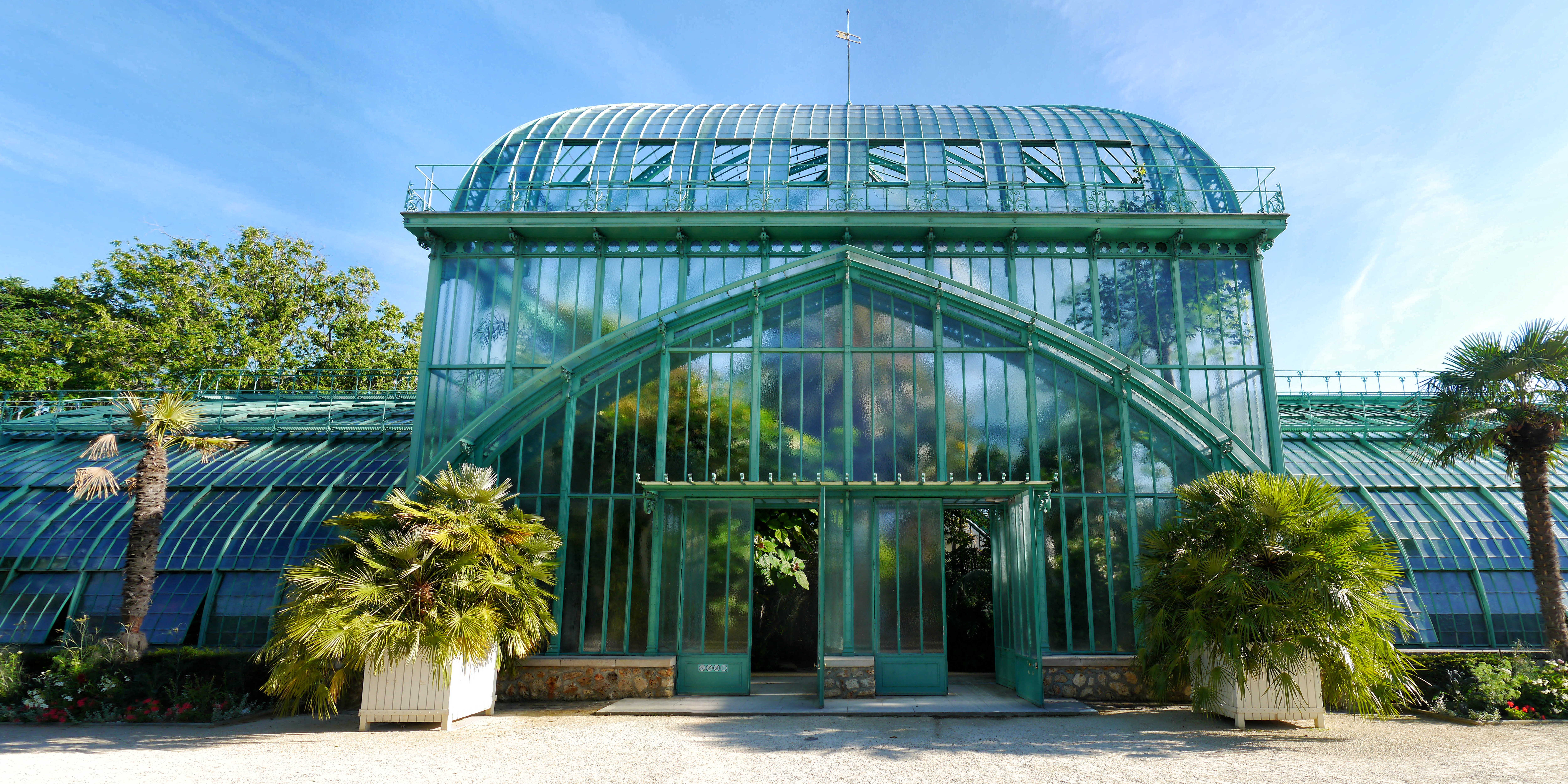
Entrée du palmarium, dans le jardin des serres d'Auteuil.
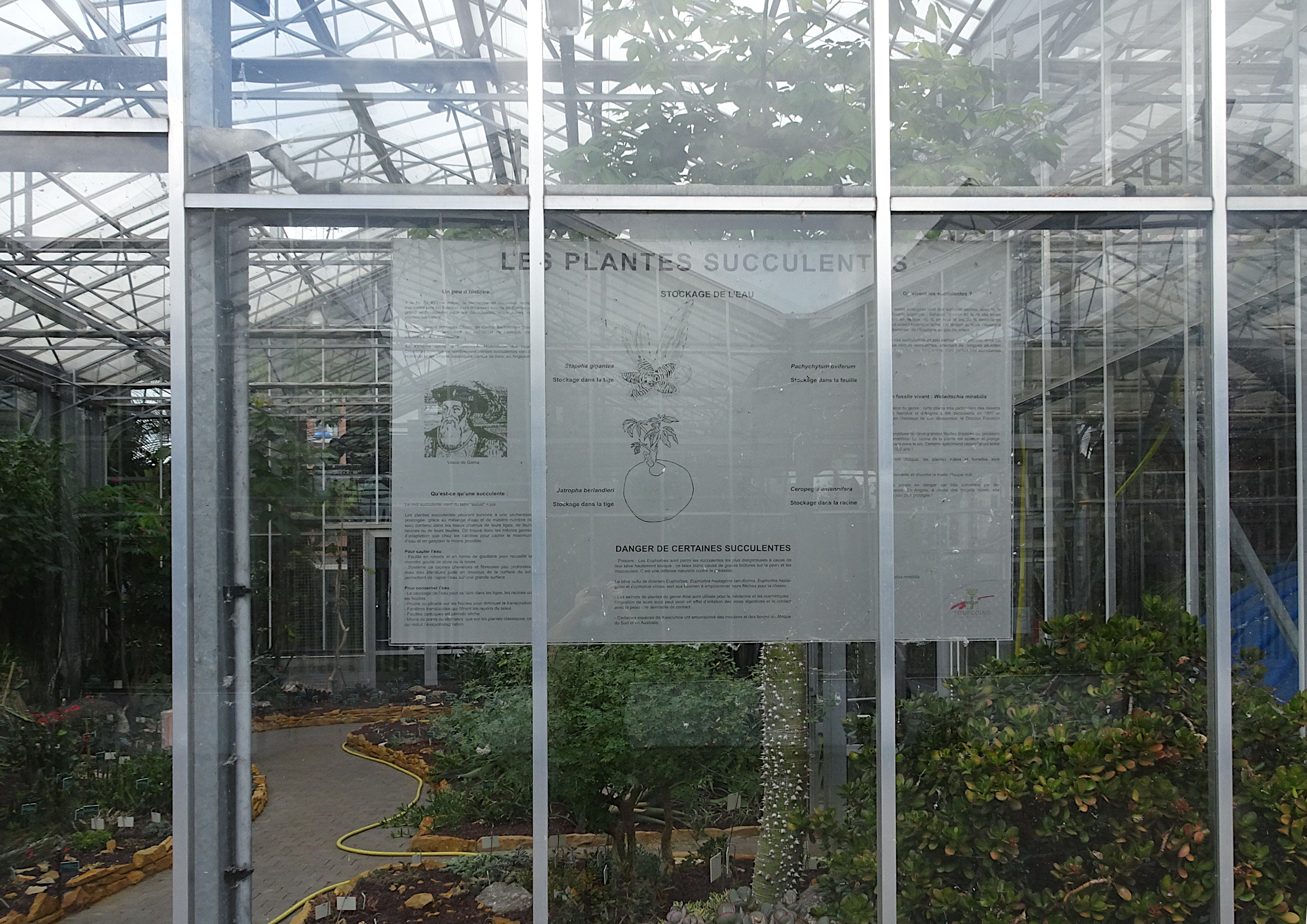
Serre des  plantes succulentes du Jardin botanique de Tourcoing.
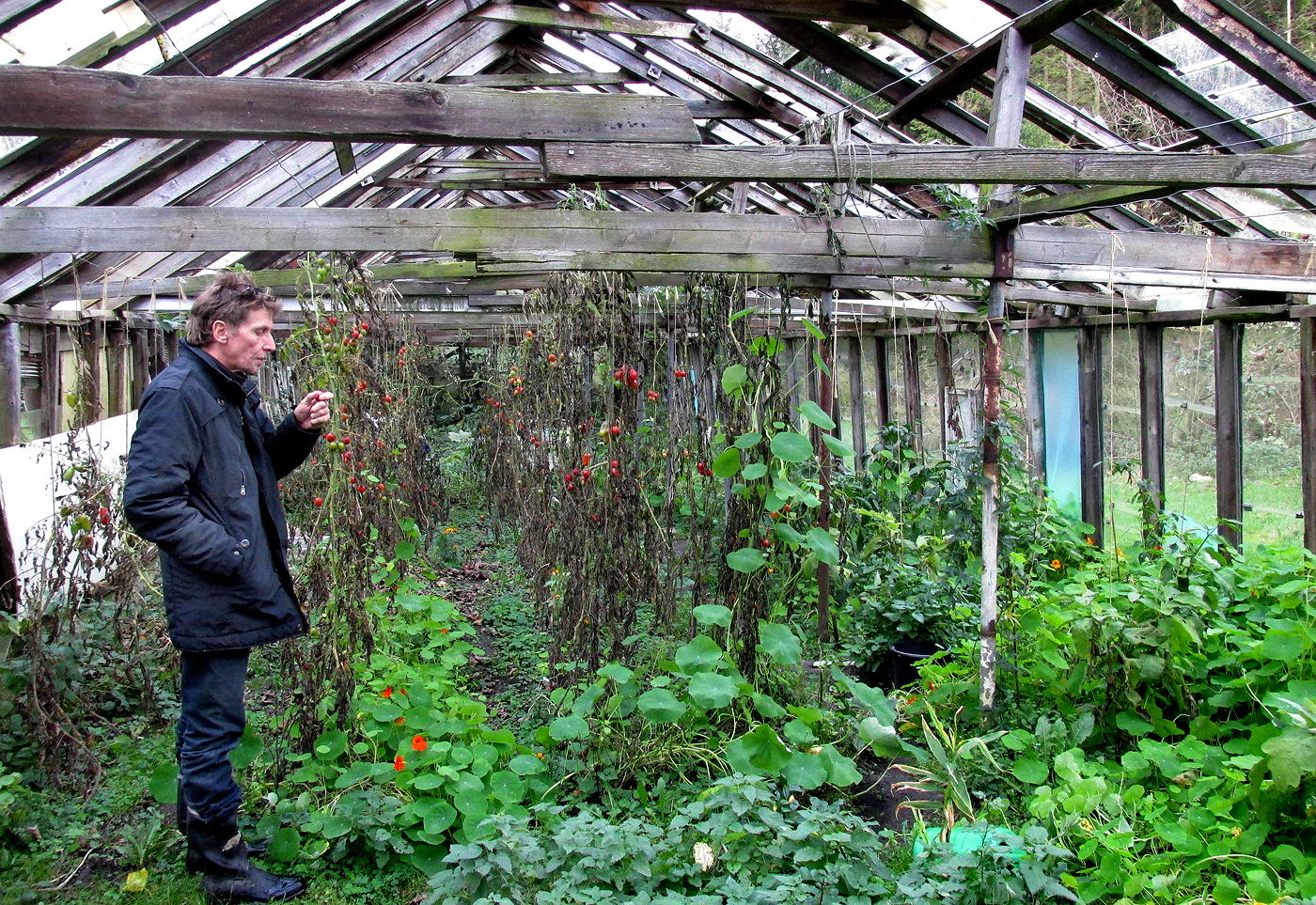
Une vieille serre délabrée, où tout pousse à l'état sauvage.

Le tunnel, ou serre-tunnel est une autre forme de serre. Il s'agit d'une structure plus légère car recouverte de bâches plastiques résistantes aux ultraviolets et tendues sur des tubes métalliques arrondis. De dimensions variables, les tunnels sont intéressants pour leur plus faible coût de construction. Ils sont constitués également de chapelles pour couvrir de plus grandes surfaces. Ils sont construits pour protéger des cultures précoces ou tardives des conditions climatiques extérieures défavorables.
Un concept proche est celui de véranda ou de jardin d'hiver sous verrières, qui sont des éléments de construction publique ou de maisons individuelles. Des serres ont aussi été utilisées au-dessus de lagunages pour l'épuration d'eaux usées en hiver ou pour traiter par évaporation/déshydratation des lixiviats de décharges de classe 1 (décharge d'Angers en France par exemple).

## Charpente
Le plus souvent, la charpente d'une serre est faite d'acier et d'aluminium. Elle est étudiée de manière à offrir le minimum d'ombre portée. En toiture, des ouvrants dispensent l'aération nécessaire.

## Toit

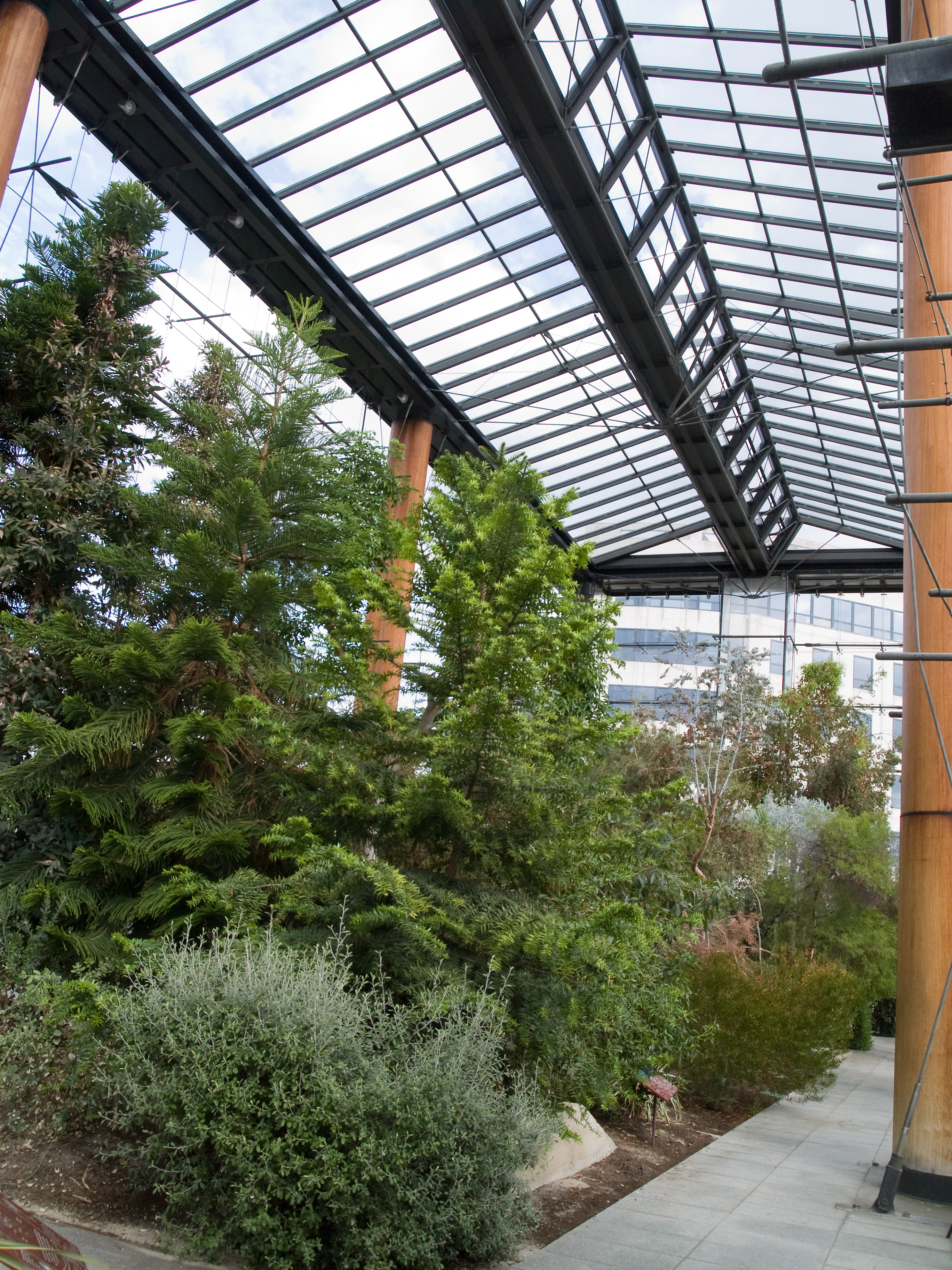
Serre au toit en « V » renversé, Parc André-Citroën, Paris.

La couverture est translucide et généralement en verre, minéral ou synthétique, mais aussi en matière plastique (par exemple : film en polyéthylène, plaques semi-rigides PVC) rigide ou souple, généralement traité pour résister aux ultraviolets. Ce film peut être armé pour augmenter sa résistance aux déchirements.
Le verre est un matériau de meilleure qualité car il laisse mieux passer la lumière tandis que les matières synthétiques deviennent de moins en moins translucides si elles ne le sont pas déjà (sauf dans le cas du polyester thermoplastique transparent (PETG) qui offre une transmission lumineuse supérieure au verre). Le poids du matériel a aussi une certaine importance : il est plus facile d'installer une matière plastique que du verre sur une toiture de serre. Il y a des toitures de toutes formes. Les toits en « V » renversés sont les plus courants ; il existe aussi des toits courbés, surtout utilisés pour les revêtements souples. Il arrive que les serres rondes soient faites en verre mais le coût de telles serres est exorbitant.

## Gestion du climat
La maîtrise du climat est la raison d'être des serres ; on peut créer un environnement idéal pour la croissance des plantes. Sa gestion est souvent confiée à un ordinateur surtout si les unités de production sont grandes. On peut donc, théoriquement, faire pousser des tomates en Antarctique, mais le coût de la gestion du climat (chaleur et lumière) dans les serres limite les extrêmes.

### Gestion de la température

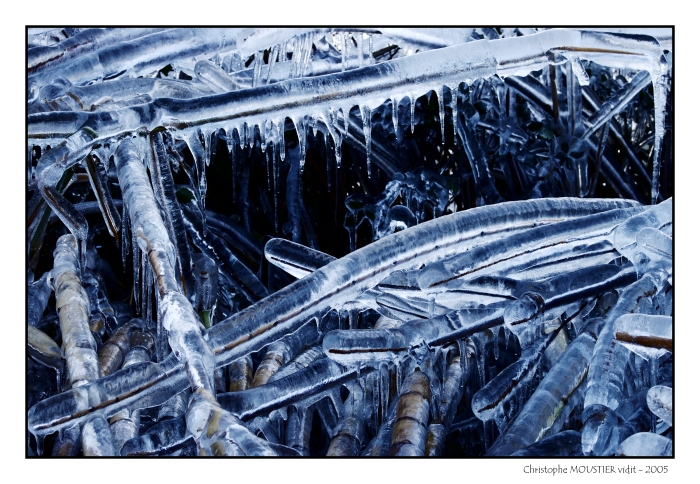
Roseaux pris dans la glace à proximité d'une serre froide.

La gestion de la température des serres est contrôlée par la ventilation en cas d'excès. Si les températures baissent à un niveau inférieur à celui accepté par les cultures, on utilise de puissantes chaudières au gaz naturel ou à fioul ou autre moyen de chauffage pour élever la température. La distribution des calories à l'intérieur de la serre se fait par convection grâce à des tuyaux aériens, ou des aérothermes. La chaleur peut être distribuée en basse température (branché sur le retour du chauffage) par des tapis sous les tablettes de culture pour apporter une chaleur de fond.
Il est important que les serres soient chauffées non seulement pour la température mais aussi pour que fonde la couche de neige et de glace empêchant la lumière d'entrer dans les serres.
La température peut également être gérée automatiquement par l'utilisation de toile d'ombrage. Quand les rayons du soleil sont trop ardents, ces écrans atténuent une partie du rayonnement solaire durant les périodes chaudes de la journée. À l'inverse, ils sont fermés la nuit pour piéger au niveau des cultures la chaleur venant du sol.
Dans certaines régions chaudes, on va abaisser la température des serres au moyen d'un rideau d'eau circulant dans des paillassons. À l'opposé, de puissants ventilateurs extraient l'air de la serre pour créer une légère dépression permettant d'aspirer l'air extérieur qui pénètre dans la serre au travers des paillassons humides. Cette technique rafraichit l'air. Elle serait utilisable toute l'année en Israël par exemple et durant de courtes durées dans les régions plus froides connaissant des étés chauds comme le sud du Canada ; l'été est trop court pour que le système de refroidissement soit rentable ; les ventilateurs sont des outils clés pour rendre la température des serres uniforme.

### Gestion de l'eau et apport de l'alimentation minérale
Dans les exploitations industrielles, la gestion de l'eau et des nutriments est de plus en plus automatisée. Il y a aussi les cultures hydroponiques en serres (technique où les racines des plantes sont immergées en permanence). Les fertilisants sont incorporés dans l'eau par des pompes doseuses de précision. Si la solution nutritive est trop riche en sels, elle peut occasionner de gros dégâts dans les cultures. C'est pourquoi la salinité de l'eau est fréquemment contrôlée ; on mesure la conductivité électrique et de nombreuses analyses de la solution nutritive sont pratiquées pour adapter et équilibrer la richesse en éléments fertilisants en fonction des plantes produites. Typiquement, une concentration de 200 ppm donne une conductivité de 0,25 S/m.

### Gestion de l'air
La gestion de l'air en serre et celle de la température qui y règne sont liées : plus l'air circule, plus la température de la serre va être proche de celle de l'extérieur.
Les plantes convertissent le dioxyde de carbone en dioxygène durant la période diurne de la journée grâce à la photosynthèse. Pour augmenter la productivité de certaines cultures, il arrive que l'on fasse brûler du gaz propane dans les serres pour y augmenter le taux de dioxyde de carbone (CO2).

### Qualité de l'air intérieur de la serre
Dans une serre agricole bien aérée, l'air peut être très chargé en pesticides, notamment dans les heures qui suivent l'épandage (s'il y a eu épandage de tels produits sur les plantes ou le sol ou fumigation). La concentration de l'air en pesticide ou molécules de dégradation varie selon le taux d'application et la volatilité (constante de Henry) du produit. On a ainsi montré en serre de culture hydroponique que les épandeurs respirent plus de chlorothalonil que de méthamidophos. La durée de présence dans l'air varie selon ce même paramètre, mais aussi selon la vitesse de dégradabilité des molécules (notamment à la lumière). Pour le méthamidophos (très volatil), le pic de concentration dans l'air apparait environ deux heures après l'application (27,5 μg/m3), en raison de sa forte volatilité, et jusqu'à douze heures après l'application, une diminution rapide est enregistrée dans l'air (pour arriver à 0,45 μg/m3 six jours après l'application). Le chlorothalonil bien que moins volatil atteint 4,9 μg/m3 après application, pour arriver à 0,15 μg/m3 à six jours après l'application. Ces deux pesticides ont été mesurés dans l'eau de vidange du système hydroponique où les taux, élevés après l'application, diminuent régulièrement en trois jours environ. Dans un système hydroponique fermé, ces deux pesticides sont accumulés dans le milieu nutritif durant 24 heures puis « disparaissent » lentement en trois jours environ.
Par contre, dans une serre en fonctionnement normal, l'air ne semble pas plus chargé en spores de champignon que l'air extérieur ; dans trois types de serre de culture de tomates (dont l'une en mode hydroponique), des échantillons d'air ont été prélevés de 10 h à 14 h, tous les jours d'août 2000 à juillet 2001 en collectant les particules de plus de 0,5 μm de diamètre le taux de 200 CFU/m3 était comparable dans les trois cas à ce qu'on trouvait à l'extérieur de la serre.
Certaines plantes produisent des pollens allergènes (piment doux par exemple, aux pollens duquel un tiers des travailleurs en serre finissent par devenir allergiques). On a montré qu'introduire des abeilles dans la serre diminue considérablement ce risque.

### Gestion de la lumière

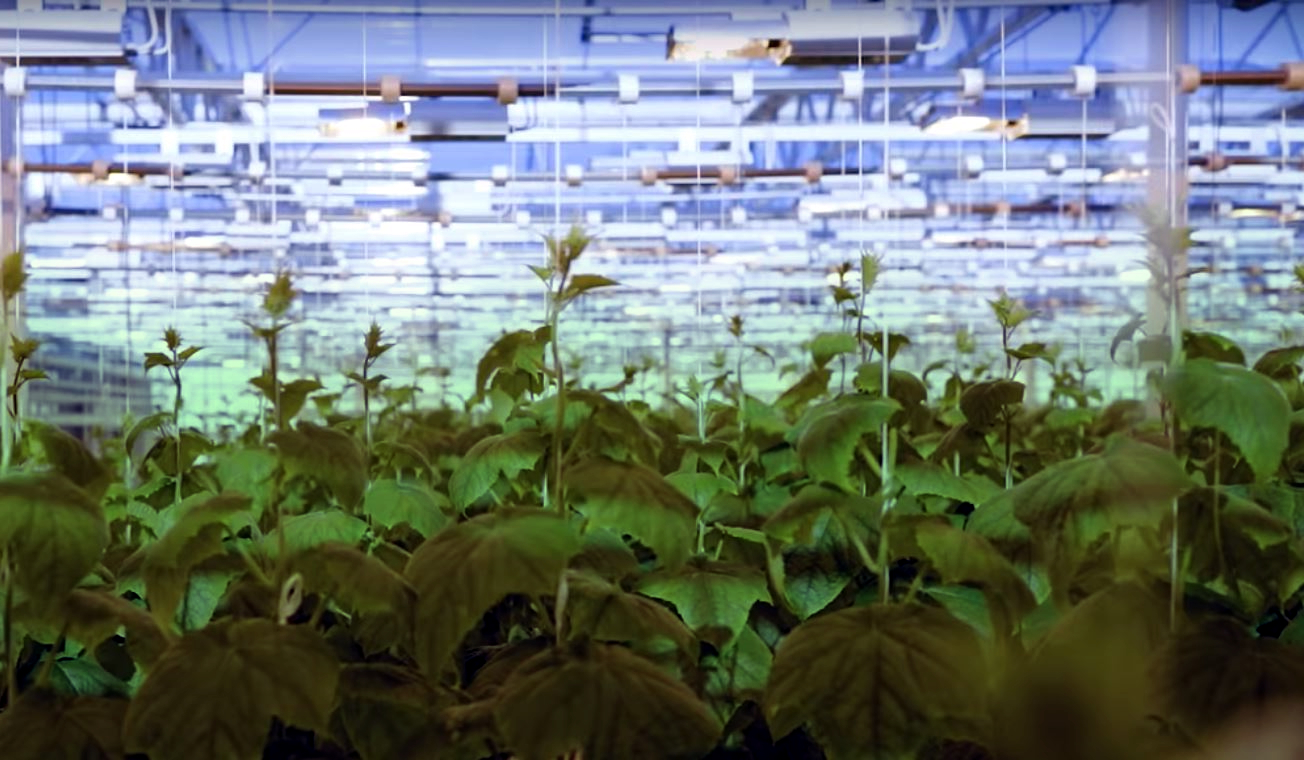
Lumières thermiques dans une serre à Närpes, Finlande.

La lumière peut être artificielle. Elle sert notamment à favoriser l'induction florale de certaines espèces de plantes de jour long en rallongeant la durée du jour.
À l'inverse, l'horticulteur peut choisir d'occulter la lumière du jour pour en raccourcir la durée. L'utilisation la plus connue est celle pratiquée pour faire fleurir les chrysanthèmes toute l'année.

## Les serres d'agrément
Les serres d'agrément se sont multipliées au XIXe siècle, notamment à la suite de la construction du jardin d'hiver des Jardins botaniques royaux de Kew en 1848 près de Londres. Certaines, comme les hauts palmariums des jardins botaniques, sont destinées à abriter des collections de plantes exotiques. D'autres aménagées en jardins d'hiver sont des annexes aux riches villas.
En Belgique, sous l'impulsion du roi Léopold II, l'architecte Alphonse Balat érigera en 1873 un ensemble spectaculaire : les serres royales de Laeken. On y trouve toujours des plantes originelles à leur création ainsi que des plantations rares et de grandes valeurs. Les serres sont ouvertes au public seulement 3 à 4 semaines par an, au début du printemps.
L'essor des vérandas vitrées à l'époque moderne coïncide avec l'apparition de matériaux plus résistants à la corrosion, du vitrage isolant et de la climatisation automatisée. Le plus souvent attenantes aux habitations, ce sont alors de véritables pièces à vivre supplémentaires.

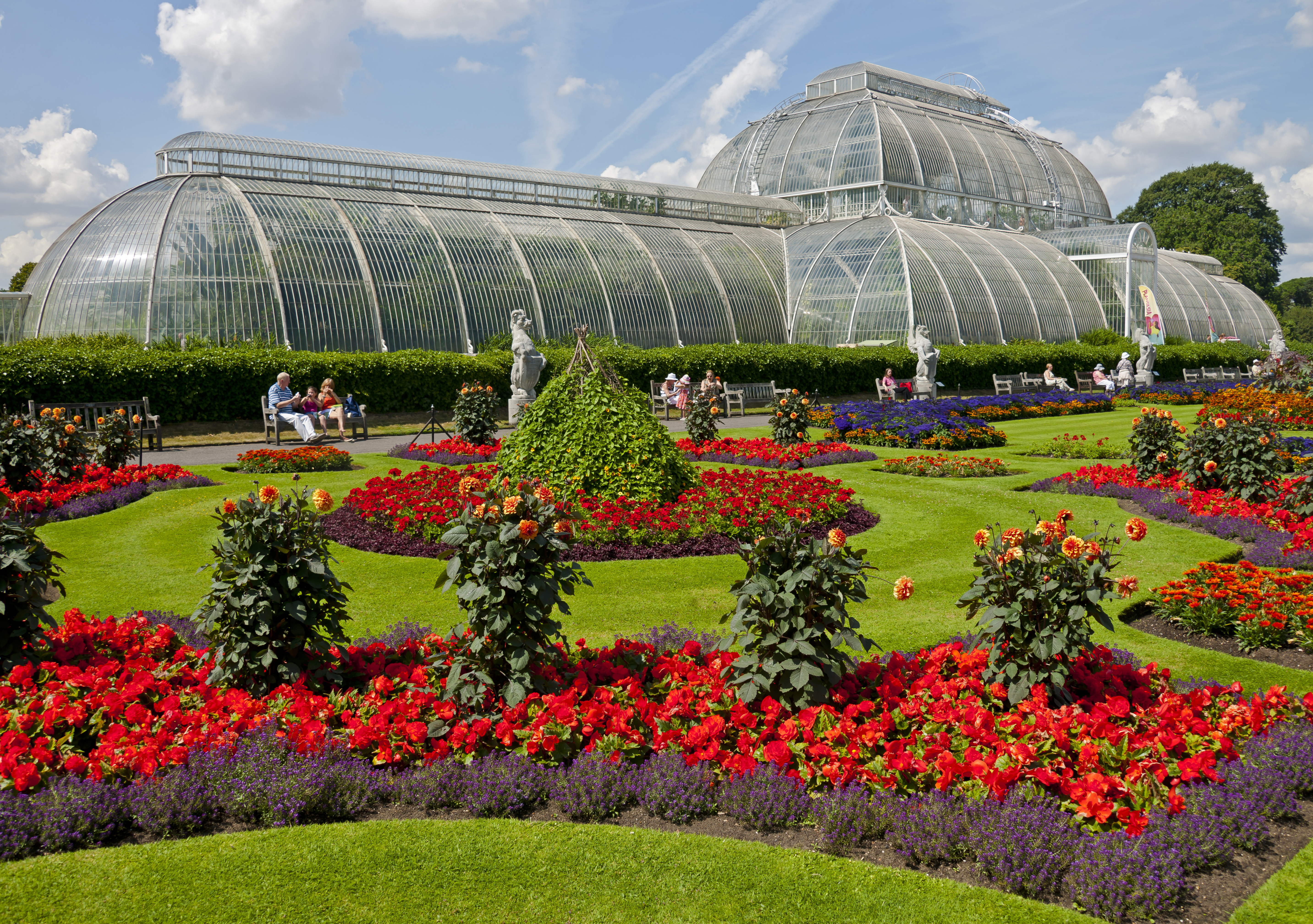
Le palmarium (palm house) des Jardins botaniques royaux de Kew, Londres, 1848.
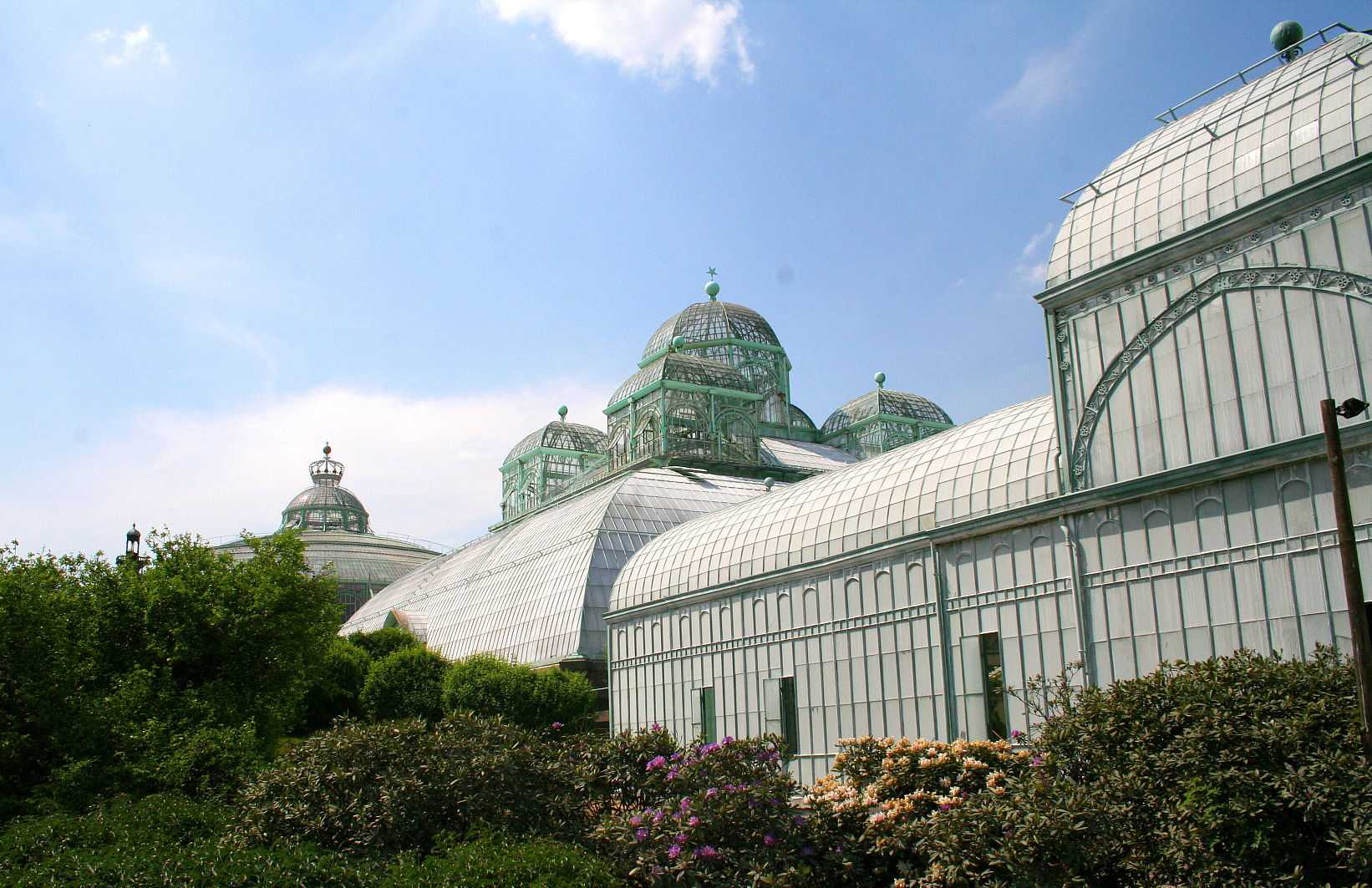
Serres royales de Laeken, Alphonse Balat, Bruxelles, 1873.
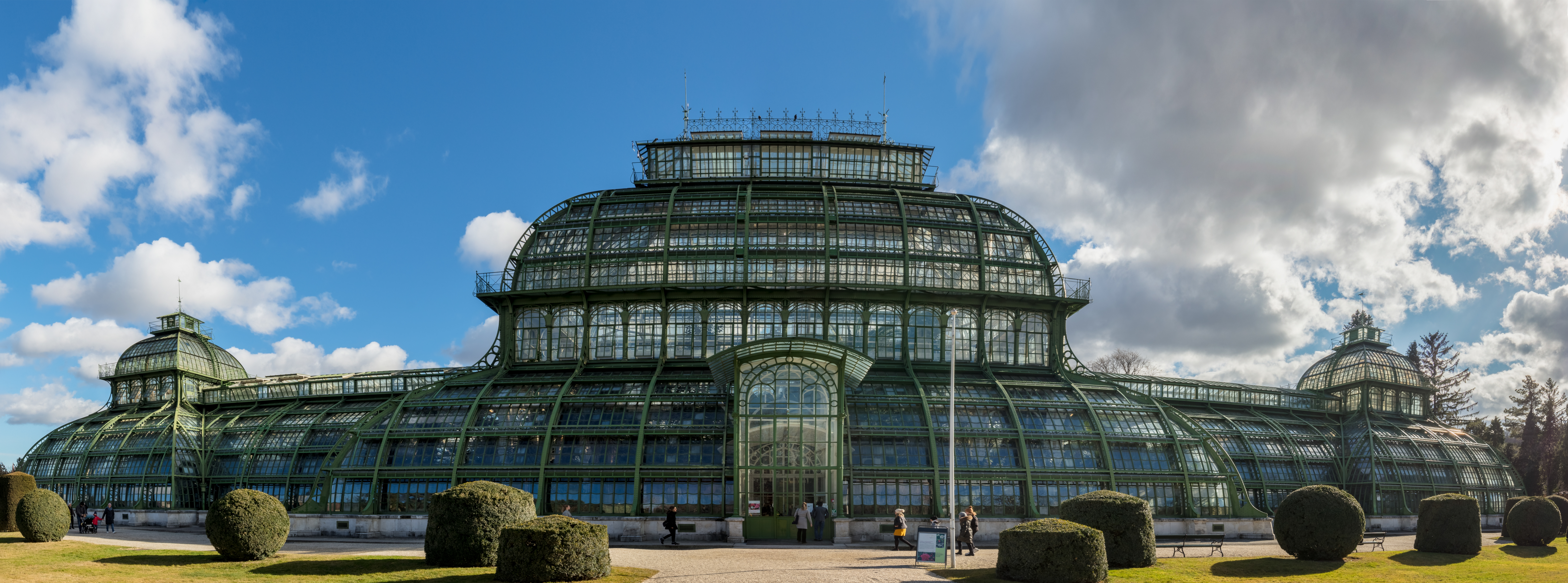
Le palmarium (Palmenhaus) du Château de Schönbrunn, Vienne, 1882.
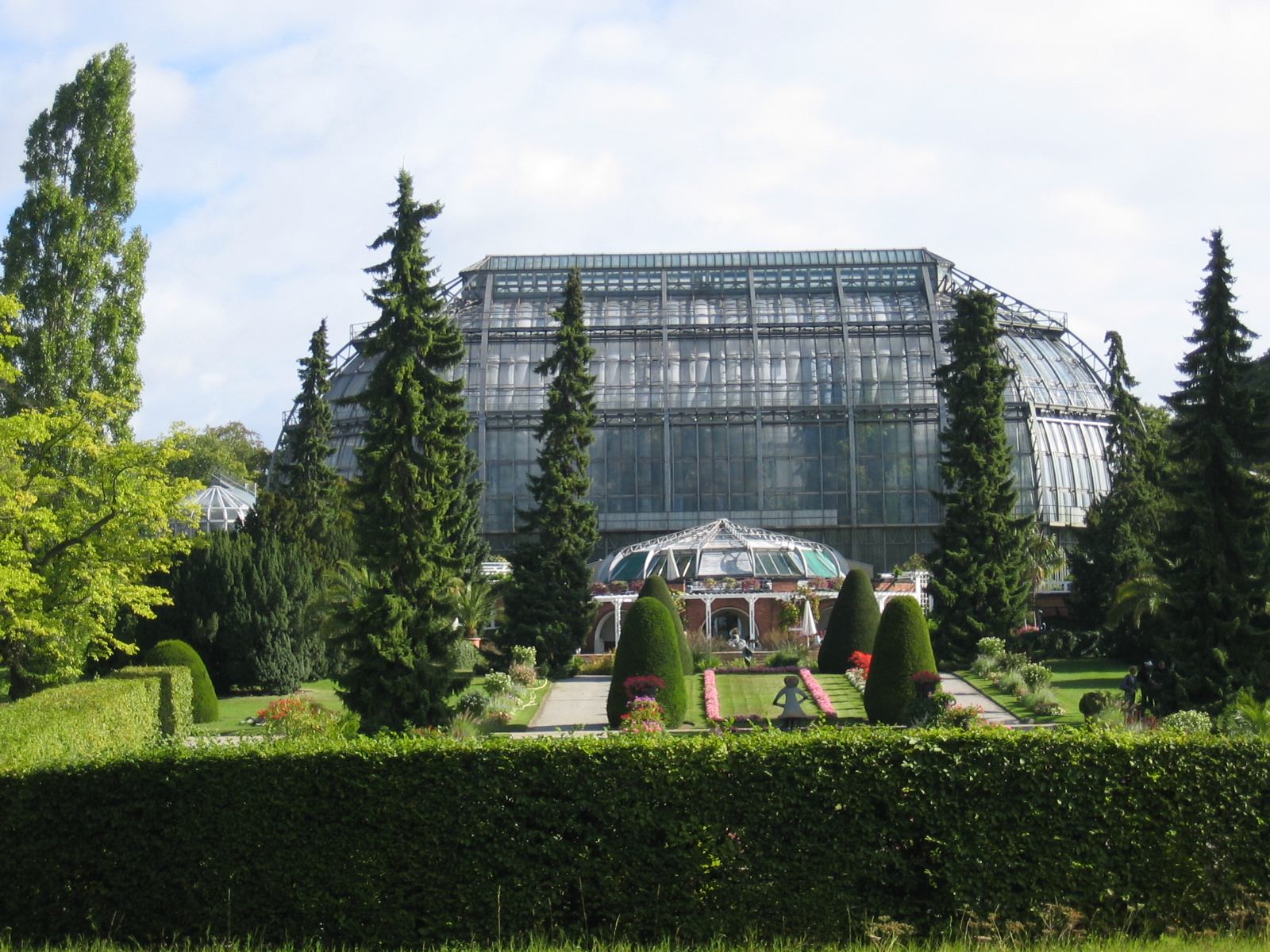
Serre du jardin botanique de Berlin comprenant un palmarium central, 1907.
Serre des forêts tropicales des grandes serres du Jardin des plantes, Paris, 1937.
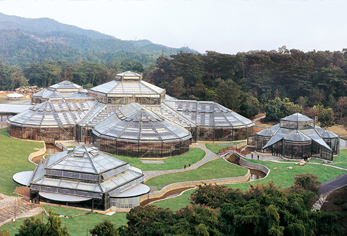
Serres verre du jardin botanique de Guangzhou en Chine, 2006.
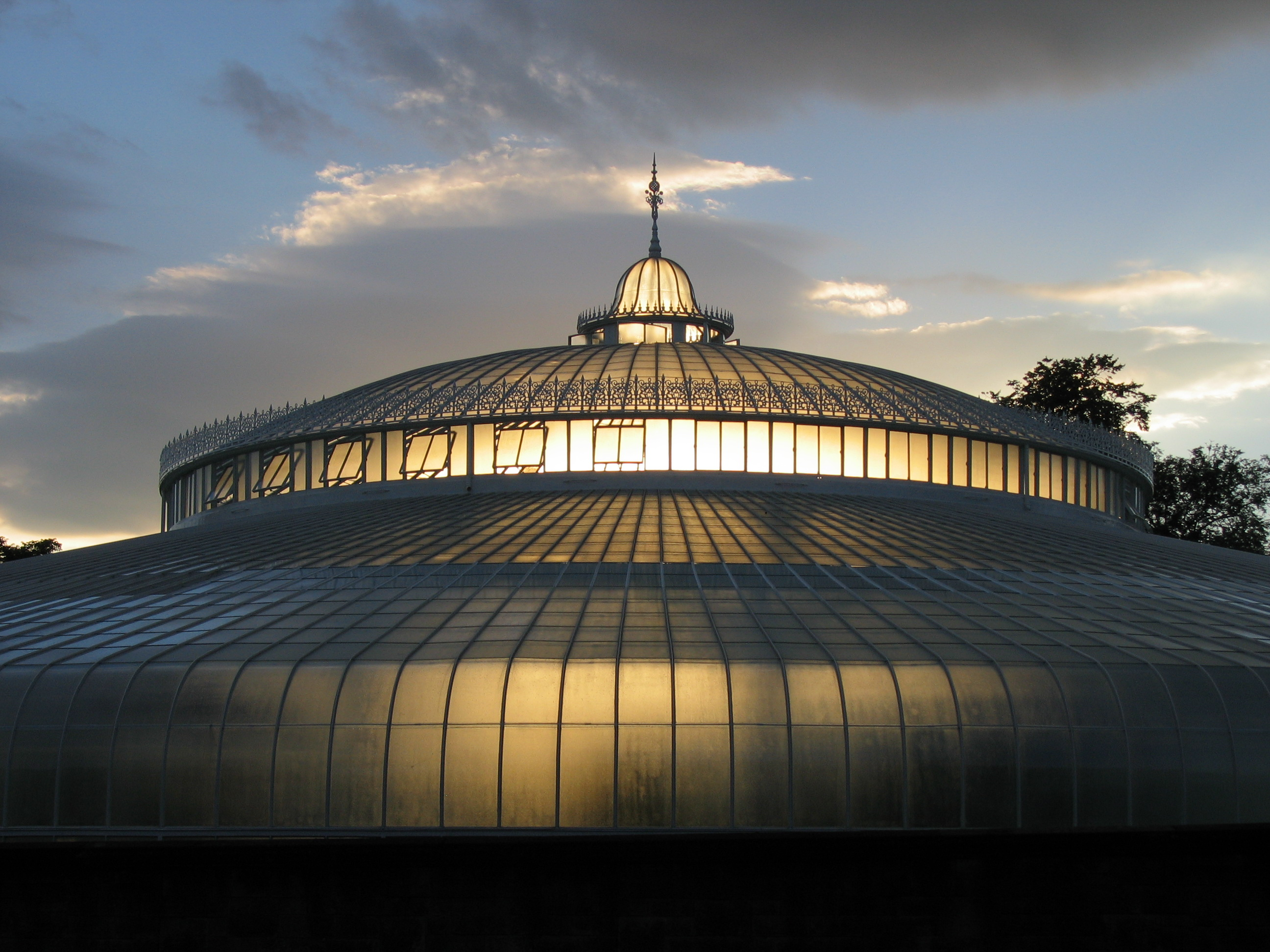
Kibble Palace dans le Jardin botanique de Glasgow, 1873

## Les serres semi-entérées

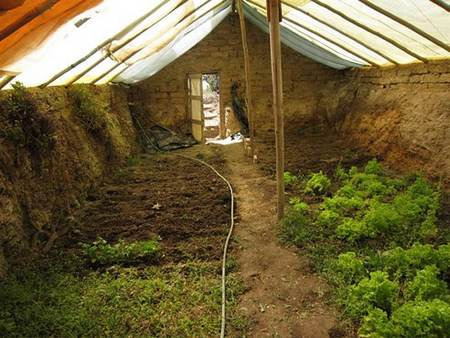
Intérieur d'un walipini.

Une alternative beaucoup plus abordable et efficace aux serres en verre sont les serres semi-enterrées.
Pendant l'Union soviétique, des serres semi-enterrées ont été développées pour faire pousser des fruits de Citrus (oranges, citrons, mandarines, clémentines, limes, pomelos) à des températures de moins 30 degrés Celsius. En 1950, l'Union soviétique a atteint 30 000 hectares de plantations de citrus, produisant 200 000 tonnes de fruits par an. Elles ont l'avantage d'éviter le vent et de profiter de l'atmosphère plus tempérée d'un fossé.
En 1978, commence en Chine des programmes de serres semi-enterrées composés de murs de terre et d'un mur de verre orienté au Sud. Leur développement s'est multiplié dans les années 1980 avec l'arrivée des plastiques, moins onéreux. Le pays avait alors pour objectifs d'avoir 3,7 millions d'acres de serres solaires passives pour 2020. Un simple trou en terre suffit pour cela, mais un mur de brique du côté Nord permet de mieux conserver la chaleur.
En Amérique du Sud existe les walipinis ou walipinas (un mot indien aymara, pour « lieu chaleureux »), également connu comme serre souterraine ou à ciel. D'abord développé dans les années 1980 pour les régions montagneuses froides d’Amérique du Sud, cette méthode permet aux producteurs de maintenir un potager productif toute l’année, même dans les climats les plus froids. Dans l'hémisphère Sud, les serres sont orienté vers le Nord.
La serre est creusée dans le sol, bénéficiant ainsi d'une bonne isolation thermique avec l'air extérieur. Le toit de la serre, dépassant du sol, est incliné perpendiculairement à la hauteur du Soleil au solstice d'hiver afin de maximiser l'apport de lumière en saison froide.

## Les serres agricoles photovoltaïques
Des panneaux solaires peuvent être intégrés à la structure d’une serre pour produire de l’électricité. Généralement, des surfaces avec des panneaux solaires sont intercalées avec des surfaces sans panneau solaire pour laisser passer de la lumière pour les cultures. Pour favoriser le passage de la lumière pour les plantes, des panneaux solaires semi-transparents peuvent être utilisés: espaces transparents entre les cellules cristalline ou couches minces en partie transparentes. Les serres photovoltaïques sont considérées comme des systèmes agrivoltaïques par la commission de régulation de l’énergie.

## Les serres intégrées aux toits de bâtiments
Il existe également des serres installées sur les toits de bâtiments, comme celles des Fermes Lufa, à Montréal (Canada). Il s’agit de l’une des alternatives communément proposées en agriculture urbaine et peut offrir divers bénéfices. L’intéressant potentiel de production de l’agriculture en serres installées sur les toits de bâtiments commerciaux ou industriels a d’ailleurs été démontré à plusieurs reprises pour certaines villes et régions du monde,,.
Dans certains contextes, cette pratique pourrait s’avérer une alternative plus efficace et écologique que l’agriculture conventionnelle, permettant d’améliorer l’autonomie et la sécurité alimentaire des villes, d’y favoriser une économie circulaire et durable, tout en créant de nouvelles opportunités d’emplois,. De plus, tout comme l’agriculture effectuée sur toiture végétale, la culture en serres sur toits permet une production plus locale, pouvant réduire les impacts environnementaux et les coûts liés à la distribution et la mise en marché des produits . L’intégration de serre aux toits de bâtiments peut également résulter en des besoins énergétiques réduits, les pertes de chaleur du bâtiment pouvant être en partie valorisées pour le chauffage de cette dernière,. Finalement, des systèmes installés sur les toits permettant la récupération et le stockage de l’eau de pluie, peuvent également permettre de réduire drastiquement les besoins en irrigation de ces opérations.